# Riad Asmat
Riad Asmat (Petaling Jaya, 17 de novembro de 1971) foi o diretor executivo da Caterham F1 Team e chefe de equipe da Caterham Racing, antiga equipe da GP2. Ele é filho de Tan Sri Datuk Asmat Kamaludin, presidente da Perodua.
Tony Fernandes e seus sócios Kamarudin Meranun e SM Nasarudin confirmaram que, com efeito imediato, Riad Asmat foi promovido diretor executivo do Grupo Caterham para a Caterham F1 Team, Caterham Cars, Caterham Racing, merchandising, engenharia e todos os interesses relacionados.
Anteriormente, Asmat foi diretor executivo da 1Malaysia F1 Team Sdn. Bhd. Antes de ser nomeado para o cargo na 1Malaysia, ele trabalhou no escritório do diretor executivo da Proton Holdings Berhad como gerente geral. Em 2006 na Proton Holdings Berhad, Riad se encarregava do desenvolvimento do seu programa de esporte a motor, incluindo a participação da empresa na equipe A1 Team Malásia.